# 澳大利亞舌天竺鯛
澳大利亞舌天竺鯛（學名：Glossamia aprion），為輻鰭魚綱鈎頭魚目天竺鯛科舌天竺鯛屬下的一個種，分布於西澳大利亞西金伯利地區的菲茨羅伊河到昆士蘭州伯內特河流域，本魚體延長，長橢圓形，體稍側扁，頭大、眼大，口大且斜裂，頜齒細小，鋤骨和腭骨通常具齒，舌上無齒，前鰓蓋骨平滑，背鰭2個，尾鰭截形略凹，身體乳棕色，體側具有6至8個深棕橄欖色的不規則狀、類似於條形的破碎斑紋，及散佈許多不規則的、深棕色的斑點和斑點，大小不一，從眼睛延伸到鰓有一條黑色條紋，第一背鰭呈暗色，外半部呈黑色，腹鰭以及第二背鰭和臀鰭的基部有黑斑和大理石花紋，體長可達18公分，棲息水生植物生長的靜止或緩慢流動的淡水溪流、潟湖，夜間活動，屬肉食性，主要是小型甲殼類動物、昆蟲和較小的魚類為食，繁殖期時，雄魚具有口孵習性，卵約7日化成仔魚，由雄魚吐出，具短暫的仔魚飄浮期，生活習性不明。